# Vyššaja Liga (pallacanestro)
La Vyššaja Liga è la massima serie del campionato bielorusso di pallacanestro.

## Storia
Dopo il crollo dell'Unione Sovietica, nel 1992 ogni ex-Repubblica sovietica ha cominciato ad organizzare un campionato di pallacanestro.
In Bielorussia, dopo le prime vittorie dell'RTI Minsk, sul finire degli anni 1990 e per la prima metà degli anni 2000 è stato incontrastato il dominio dell'Hrodna-93, a cui sono seguite quattro vittorie consecutive del Vitalyur Minsk, mentre negli ultimi anni è salito alla ribalta il Minsk.

## Albo d'Oro
- 1992-1993  RTI Minsk
- 1993-1994  RTI Minsk-2-RUOR
- 1994-1995  RTI Minsk
- 1995-1996  Hrodna-93
- 1996-1997  RUOR Minsk
- 1997-1998  Hrodna-93
- 1998-1999  Hrodna-93
- 1999-2000  Hrodna-93
- 2000-2001  Hrodna-93
- 2001-2002  Hrodna-93
- 2002-2003  Hrodna-93
- 2003-2004  Hrodna-93
- 2004-2005  Vitalyur Minsk
- 2005-2006  Vitalyur Minsk
- 2006-2007  Vitalyur Minsk
- 2007-2008  Vitalyur Minsk
- 2008-2009  Minsk 2006
- 2009-2010  Minsk 2006
- 2010-2011  Minsk 2006
- 2011-2012  Minsk 2006
- 2012-2013  Cmoki Minsk
- 2013-2014  Cmoki Minsk
- 2014-2015  Cmoki Minsk
- 2015-2016  Cmoki Minsk
- 2016-2017  Cmoki Minsk
- 2017-2018  Cmoki Minsk
- 2018-2019  Cmoki Minsk
- 2019-2020  Cmoki Minsk
- 2020-2021  Cmoki Minsk
- 2021-2022  Cmoki Minsk
- 2022-2023  Minsk
- 2023-2024  Minsk

## Vittorie per club
| Club             | Titolo | Città  | Anno                                                                                           |
| ---------------- | ------ | ------ | ---------------------------------------------------------------------------------------------- |
| Minsk            | 16     | Minsk  | 2009, 2010, 2011, 2012, 2013, 2014, 2015, 2016, 2017, 2018, 2019, 2020, 2021, 2022, 2023, 2024 |
| Hrodna-93        | 8      | Hrodna | 1996, 1998, 1999, 2000, 2001, 2002, 2003, 2004                                                 |
| Vitalyur Minsk   | 4      | Minsk  | 2005, 2006, 2007, 2008                                                                         |
| RTI Minsk        | 2      | Minsk  | 1993, 1995                                                                                     |
| RTI Minsk-2-RUOR | 1      | Minsk  | 1994                                                                                           |
| RUOR Minsk       | 1      | Minsk  | 1997                                                                                           |